# Mermessus fradeorum
Mermessus fradeorum là một loài nhện trong họ Linyphiidae.
Loài này thuộc chi Mermessus. Mermessus fradeorum được Lucien Berland miêu tả năm 1932.